# Lymphknotenregister Kiel
Das Lymphknotenregister Kiel dient neben der Diagnostik auch der Archivierung und systematischen Erforschung von Erkrankungen insbesondere des lymphatischen Systems. Es wurde 1964 vom deutschen Pathologen Karl Lennert gegründet. Das Lymphknotenregister Kiel ist der Geburtsort der Kiel-Klassifikation maligner Lymphome aus dem Jahre 1974.
Als Referenzzentrum für alle Lymphomstudien ist es vom Kompetenznetz Maligne Lymphome benannt. Es kooperiert eng mit allen Studiengruppen. Die Sektion nimmt die Position der koordinierenden Referenzpathologie innerhalb der Studien für pädiatrische Lymphome (NHL-BFM), der Deutschen Studiengruppe niedrig maligne Lymphome (GLSG) und des Europäischen Mantelzelllymphom Netzwerkes ein. Die Deutsche Krebshilfe unterstützt diese Referenzdiagnostik im Rahmen von geförderten Therapiestudien.